# Fumera
En Fumera és un patge de la mitologia catalana típic de la Catalunya Nord i de bona part de les comarques gironines, especialment de l'Alt Empordà.
És una figura popular, en les darreres dècades en desús però que es revifa amb la introducció de la figura en forma de rondalla o conte a les escoles empordaneses, amb l'encàrrec dels Reis d'Orient, de vetllar la xicalla durant les vacances escolars d'hivern (des de la 2a quinzena del mes de desembre): tradicionalment arribava i se n'anava de cada llar per la fumera o xemeneia, talment com el fum, per la llar de foc i se'l representava com un ésser amb, bé set ulls al cap (quatre davant i tres darrere), bé un ull al seu dit índex que s'allargassava per arribar per tot, que feia d'espieta pels Reis d'Orient tot explicant-los si els infants havien estat bons nens i s'havien portat bé per ser dignes de rebre qualque present la Diada de Reis (6 de gener) o si els havien de deixar carbó per tal de recordar-los que corregissin el seu mal comportament. I tal com s'explica és un misteriós benefactor que tot ho veu, tot ho sent i tot ho xerra.